# 야스베레니구

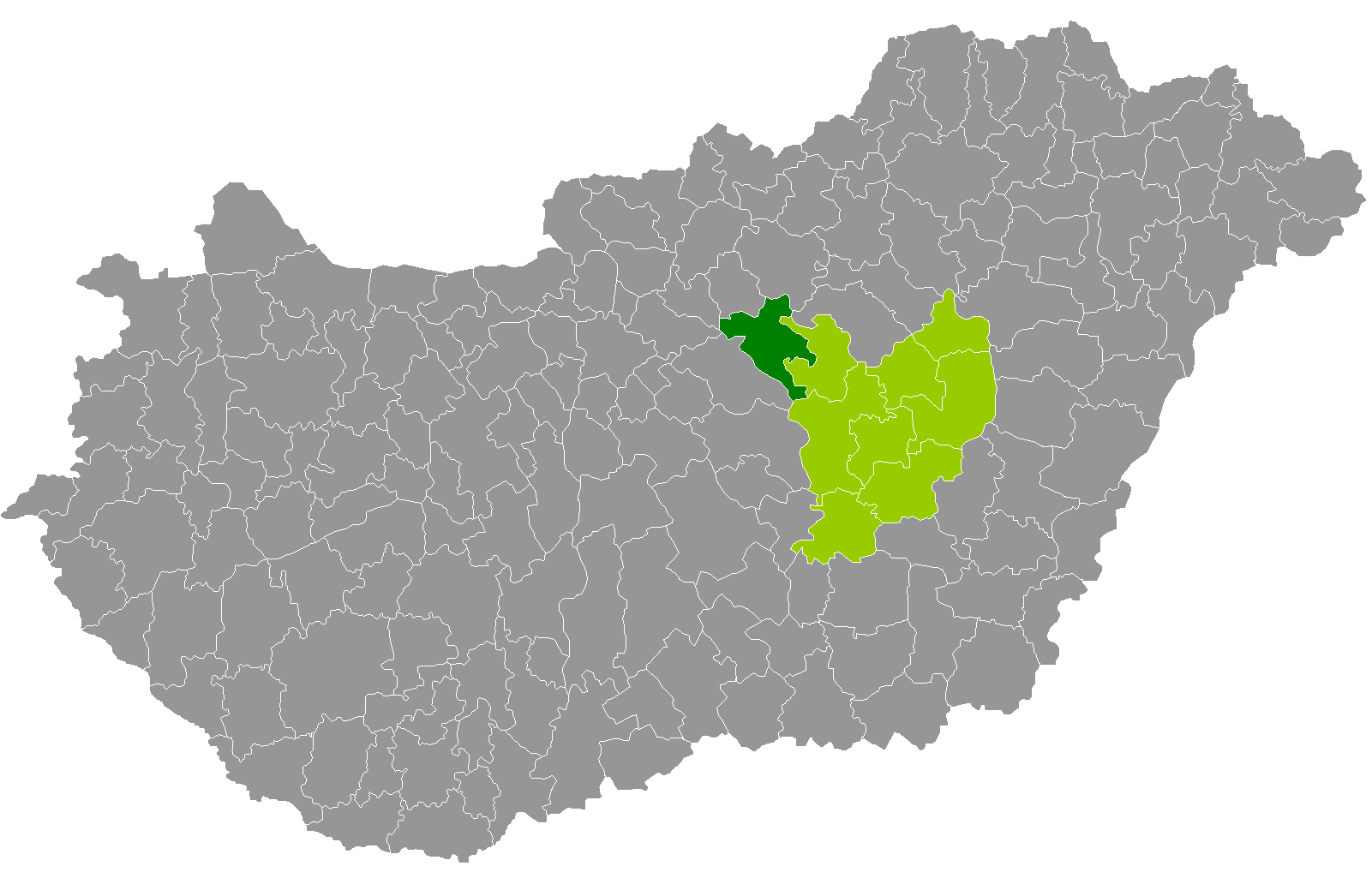
야스너지쿤솔노크주 지도에 표시된 야스베레니구의 위치

야스베레니구(헝가리어: Jászberényi járás)는 헝가리 야스너지쿤솔노크주에 위치한 구로 구청 소재지는 야스베레니이며 면적은 617.01km2, 인구는 51,274명(2011년 기준), 인구 밀도는 83명/km2이다.
북쪽으로는 헤베시주 허트번구, 죈죄시구, 동쪽으로는 야서파티구, 남쪽으로는 솔노크구, 남서쪽으로는 페슈트주 너지카터구, 어소드구와 접한다. 9개 지방 자치체(3개 시, 6개 마을)를 관할한다.

구 문장